# Vychovatelna (křižovatka)
Vychovatelna je mimoúrovňová silniční křižovatka v Praze 8. Je součástí Prosecké radiály. Severně od křižovatky je přírodní památka Okrouhlík a jihozápadně se rozkládá areál Fakultní nemocnice Bulovka, s objektem Vychovatelny, která dala zdejší křižovatce jméno.

## Popis křižovatky
V křižovatce se střetávají čtyři komunikace:
- ulice V Holešovičkách (od západu)
- ulice Zenklova (od severozápadu) – dříve silnice II/608
- ulice Liberecká (od východu) – silnice R8
- ulice Zenklova (od jihovýchodu)

Někdy je do této křižovatky zařazováno i křížení s ulicí Davídkovou či náměstí Na Stráži.
Spodní úroveň tvoří Zenklova ulice a vrchní úroveň pak přemostění spojující ulice V Holešovičkách a Liberecká. Mezi spodní a vrchní úrovní jsou vytvořena přímá spojení (byť některá s využitím náměstí Na Stráži) s výjimkou spojení mezi ulicemi Libereckou a severozápadní části ulice Zenklovy (od Kobylis).
Součástí křižovatky jsou i zastávky autobusů MHD „Bulovka“ a v jejích severních partiích i zastávka tramvaje „Vychovatelna“. Na rameni spojujícím Zenklovu ulici od Kobylis a ulici V Holešovičkách je ještě situována autobusová zastávka „Vychovatelna“. Jižně od křižovatky je ještě tramvajová zastávka „Bulovka“.
Uvnitř křižovatky se nachází i památník Operace Anthropoid odhalený 27. května 2009, který upomíná na atentát na zastupujícího říšského protektora Reinharda Heydricha, jenž v místech křižovatky (ještě před její přestavbou z úrovňové na mimoúrovňovou) provedli 27. května 1942 českoslovenští parašutisté Jozef Gabčík a Jan Kubiš. Poblíž památníku se u podchodů nachází též fontána z roku 1983, jejímž autorem je akademický sochař František Häckel. Vedle něj se na skulptuře podíleli ještě J. Trnka a Karel Jičínský.